# نادي نفط طهران

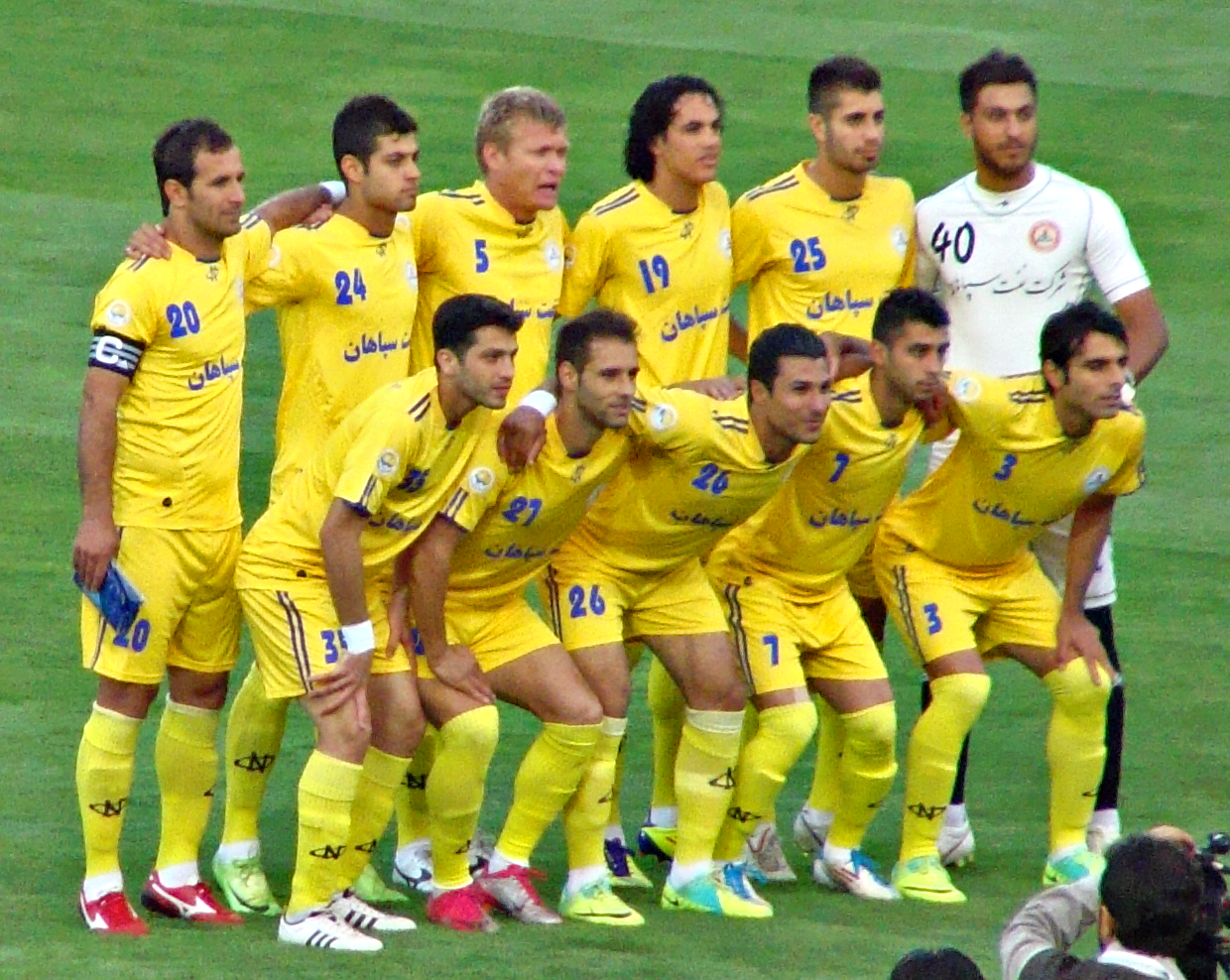
لاعبو نادي نفط طهران في موسم 2012/2011

نادي نفط طهران أو نفت تهران (بالفارسية:  باشگاه فوتبال نفت تهران) ، هو نادي رياضي لكرة القدم في إيران، يقع مقره الرئيسي في العاصمة الإيرانية طهران ، أسس بتاريخ 23 أغسطس/آب 1954م.

## مصدر
1. ↑  "منصور قنبرزاده". ffiri.ir. مؤرشف من الأصل في 2016-07-01. اطلع عليه بتاريخ 2015-03-20.

## وصلة خارجية
- الموقع الرسمي